# Roland Linz
Roland Linz (Leoben, 9 agosto 1981) è un ex calciatore austriaco, di ruolo attaccante.

## Caratteristiche tecniche
Giocatore abile nel gioco aereo, veniva spesso utilizzato come punta centrale. Dotato di un ottimo fiuto per il gol e di un buonissimo tiro, caratteristiche che gli permettevano di concretizzare le occasioni da gol create dai compagni.
È stato un attaccante molto prolifico con 143 gol realizzati nell'arco della sua carriera tra campionato austriaco, tedesco, francese, svizzero, portoghese e turco.

## Carriera

### Club
Cresciuto nelle giovanili del Leoben, squadra della sua città natale, nel 1997 Roland Linz approda nelle giovanili del Monaco 1860. Nel 1999 ritornò alla base, stavolta in prima squadra. Dopo aver realizzato 21 gol nella seconda divisione austriaca durante la stagione 2000-2001, il nome di Linz viene accostato al Barcellona; alla fine, la trattativa non va in porto, portando così Linz a passare all'Austria Vienna, uno dei club più importanti della Bundesliga austriaca, con sede a Vienna. Nella sua prima stagione (2001-2002) realizza 8 gol.
Durante la stagione 2002-2003 vinse la Bundesliga e la Coppa d'Austria con l'Austria Vienna allenata da Christoph Daum. Però, in quest'ultima stagione, è stato usato sporadicamente, soltanto per brevi periodi di partite, per cui fu ceduto in prestito all'Admira Wacker Mödling per la stagione 2003-2004, durante la quale segnò 15 gol.
Per la stagione 2004-2005, gioca, nella prima parte della stagione, in Francia con il Nizza - senza realizzare gol in 15 partite; in seguito, viene prestato allo Sturm Graz, dunque ancora una volta in Austria, in cui si fa notare per le sue ottime prestazioni, condite da 4 gol. Terminata la stagione, ritorna all'Austria Vienna.
Nella stagione 2005-2006, con la maglia dell'Austria Vienna, diventa capocannoniere della Bundesliga grazie ai suoi 15 gol - al pari di Sanel Kuljić. Inoltre vinse per la seconda volta il campionato e la coppa nazionale.
Nell'estate del 2006, riceve diverse offerte da club europei, salvo poi scegliere la Superliga portoghese e il Boavista. Qui realizza 10 gol in 28 presenze. Nel 2007, va a giocare allo Sporting Braga, a 50 km da Porto. Nella stagione 2007-08 realizza 11 gol in 26 presenze, guadagnandosi anche la convocazione al campionato d'Europa 2008, organizzato da Austria e Svizzera. Nella stagione successiva non trova spazio ed il 30 gennaio 2009 viene ceduto in prestito al Grasshoppers, in Svizzera, fino al termine della stagione. In questa mezza stagione realizza 8 gol in 15 presenze. Viene venduto al Gaziantepspor il 3 settembre 2009, da cui si svincola pochi mesi dopo.
Dal 2010 è stato nuovamente tesserato per l'Austria Vienna.
È risultato essere il miglior marcatore del Fußball-Bundesliga nella stagione 2010-2011 con 21 reti.
Nel gennaio 2013 viene acquistato dalla società thailandese del Muangthong United, squadra tre volte campione della Thai Premier League. Sigla il suo primo gol in terra thailandese in una partita amichevole contro il Júbilo Iwata
. Il 30 marzo 2013 sigla il suo primo gol in competizioni ufficiali in un match contro lo Songkhla United, che termina con una vittoria del Muangthong United per 3-0.
A gennaio 2014 ritorna in Europa firmando un contratto con il Belenenses, squadra portoghese che milita nella Primeira Liga, dove colleziona soltanto 3 presenze. Al termine della stagione non rinnova il contratto e rimane così svincolato per poi annunciare il suo ritiro.

### Nazionale
Il 27 marzo 2002, esordisce nella nazionale austriaca, allenata da Hans Krankl, in occasione dell'amichevole contro la Slovacchia.
Il 3 settembre 2005 Linz realizzò i suoi primi due gol con la maglia austriaca, in occasione della partita valida per le qualificazioni al campionato del mondo 2006 contro la Polonia. Quella partita termina 3-2 per la Polonia, rendendo così impossibile la qualificazione per l'Austria.

## Statistiche

### Cronologia presenze e reti in nazionale
| Cronologia completa delle presenze e delle reti in nazionale ― Austria | Cronologia completa delle presenze e delle reti in nazionale ― Austria | Cronologia completa delle presenze e delle reti in nazionale ― Austria | Cronologia completa delle presenze e delle reti in nazionale ― Austria | Cronologia completa delle presenze e delle reti in nazionale ― Austria | Cronologia completa delle presenze e delle reti in nazionale ― Austria | Cronologia completa delle presenze e delle reti in nazionale ― Austria | Cronologia completa delle presenze e delle reti in nazionale ― Austria |
| Data                                                                   | Città                                                                  | In casa                                                                | Risultato                                                              | Ospiti                                                                 | Competizione                                                           | Reti                                                                   | Note                                                                   |
| ---------------------------------------------------------------------- | ---------------------------------------------------------------------- | ---------------------------------------------------------------------- | ---------------------------------------------------------------------- | ---------------------------------------------------------------------- | ---------------------------------------------------------------------- | ---------------------------------------------------------------------- | ---------------------------------------------------------------------- |
| 27-3-2002                                                              | Graz                                                                   | Austria                                                                | 2 – 0                                                                  | Slovacchia                                                             | Amichevole                                                             | -                                                                      | 57’                                                                    |
| 17-4-2002                                                              | Vienna                                                                 | Austria                                                                | 0 – 0                                                                  | Camerun                                                                | Amichevole                                                             | -                                                                      | 88’                                                                    |
| 21-8-2002                                                              | Basilea                                                                | Svizzera                                                               | 3 – 2                                                                  | Austria                                                                | Amichevole                                                             | -                                                                      | 73’                                                                    |
| 7-9-2002                                                               | Vienna                                                                 | Austria                                                                | 2 – 0                                                                  | Moldavia                                                               | Qual. Euro 2004                                                        | -                                                                      | 88’                                                                    |
| 11-10-2003                                                             | Vienna                                                                 | Austria                                                                | 2 – 3                                                                  | Rep. Ceca                                                              | Qual. Euro 2004                                                        | -                                                                      | 77’                                                                    |
| 28-4-2004                                                              | Innsbruck                                                              | Austria                                                                | 4 – 1                                                                  | Lussemburgo                                                            | Amichevole                                                             | -                                                                      | 14’ 56’                                                                |
| 25-5-2004                                                              | Graz                                                                   | Austria                                                                | 0 – 0                                                                  | Russia                                                                 | Amichevole                                                             | -                                                                      | 65’                                                                    |
| 18-8-2004                                                              | Vienna                                                                 | Austria                                                                | 1 – 3                                                                  | Germania                                                               | Amichevole                                                             | -                                                                      | 61’                                                                    |
| 8-9-2004                                                               | Vienna                                                                 | Austria                                                                | 2 – 0                                                                  | Azerbaigian                                                            | Qual. Mondiali 2006                                                    | -                                                                      | 79’                                                                    |
| 3-9-2005                                                               | Chorzow                                                                | Polonia                                                                | 3 – 2                                                                  | Austria                                                                | Qual. Mondiali 2006                                                    | 2                                                                      | 46’                                                                    |
| 7-9-2005                                                               | Baku                                                                   | Azerbaigian                                                            | 0 – 0                                                                  | Austria                                                                | Qual. Mondiali 2006                                                    | -                                                                      |                                                                        |
| 8-10-2005                                                              | Manchester                                                             | Inghilterra                                                            | 1 – 0                                                                  | Austria                                                                | Qual. Mondiali 2006                                                    | -                                                                      |                                                                        |
| 12-10-2005                                                             | Vienna                                                                 | Austria                                                                | 2 – 0                                                                  | Irlanda del Nord                                                       | Qual. Mondiali 2006                                                    | -                                                                      |                                                                        |
| 1-3-2006                                                               | Vienna                                                                 | Austria                                                                | 0 – 2                                                                  | Canada                                                                 | Amichevole                                                             | -                                                                      |                                                                        |
| 23-5-2006                                                              | Vienna                                                                 | Austria                                                                | 1 – 4                                                                  | Croazia                                                                | Amichevole                                                             | -                                                                      | 64’                                                                    |
| 2-9-2006                                                               | Carouge                                                                | Austria                                                                | 2 – 2                                                                  | Costa Rica                                                             | Amichevole                                                             | 2                                                                      |                                                                        |
| 6-9-2006                                                               | Basilea                                                                | Austria                                                                | 0 – 1                                                                  | Venezuela                                                              | Amichevole                                                             | -                                                                      | 89’                                                                    |
| 6-10-2006                                                              | Vaduz                                                                  | Liechtenstein                                                          | 1 – 2                                                                  | Austria                                                                | Amichevole                                                             | -                                                                      |                                                                        |
| 11-10-2006                                                             | Innsbruck                                                              | Austria                                                                | 2 – 1                                                                  | Svizzera                                                               | Amichevole                                                             | 1                                                                      | 62’                                                                    |
| 15-11-2006                                                             | Vienna                                                                 | Austria                                                                | 4 – 1                                                                  | Trinidad e Tobago                                                      | Amichevole                                                             | -                                                                      | 71’                                                                    |
| 7-2-2007                                                               | Attard                                                                 | Malta                                                                  | 1 – 1                                                                  | Austria                                                                | Amichevole                                                             | -                                                                      | 72’                                                                    |
| 24-3-2007                                                              | Graz                                                                   | Austria                                                                | 1 – 1                                                                  | Ghana                                                                  | Amichevole                                                             | -                                                                      | 72’                                                                    |
| 28-3-2007                                                              | Saint-Denis                                                            | Francia                                                                | 1 – 0                                                                  | Austria                                                                | Amichevole                                                             | -                                                                      | 83’                                                                    |
| 30-5-2007                                                              | Vienna                                                                 | Austria                                                                | 0 – 1                                                                  | Scozia                                                                 | Amichevole                                                             | -                                                                      |                                                                        |
| 2-6-2007                                                               | Vienna                                                                 | Austria                                                                | 0 – 0                                                                  | Paraguay                                                               | Amichevole                                                             | -                                                                      | 78’                                                                    |
| 22-8-2007                                                              | Vienna                                                                 | Austria                                                                | 1 – 1                                                                  | Rep. Ceca                                                              | Amichevole                                                             | -                                                                      | 48’                                                                    |
| 7-9-2007                                                               | Klagenfurt am Wörthersee                                               | Austria                                                                | 4 – 3                                                                  | Giappone                                                               | Amichevole                                                             | -                                                                      | 59’                                                                    |
| 11-9-2007                                                              | Vienna                                                                 | Austria                                                                | 0 – 2                                                                  | Cile                                                                   | Amichevole                                                             | -                                                                      | 74’                                                                    |
| 6-2-2008                                                               | Vienna                                                                 | Austria                                                                | 0 – 3                                                                  | Germania                                                               | Amichevole                                                             | -                                                                      | 73’ 82’                                                                |
| 26-3-2008                                                              | Vienna                                                                 | Austria                                                                | 3 – 4                                                                  | Paesi Bassi                                                            | Amichevole                                                             | -                                                                      | 64’                                                                    |
| 27-5-2008                                                              | Vienna                                                                 | Austria                                                                | 1 – 1                                                                  | Nigeria                                                                | Amichevole                                                             | -                                                                      | 81’                                                                    |
| 30-5-2008                                                              | Vienna                                                                 | Austria                                                                | 5 – 1                                                                  | Malta                                                                  | Amichevole                                                             | 2                                                                      |                                                                        |
| 8-6-2008                                                               | Vienna                                                                 | Austria                                                                | 0 – 1                                                                  | Croazia                                                                | Euro 2008 - 1º turno                                                   | -                                                                      | 72’                                                                    |
| 12-6-2008                                                              | Vienna                                                                 | Austria                                                                | 1 – 1                                                                  | Polonia                                                                | Euro 2008 - 1º turno                                                   | -                                                                      | 64’                                                                    |
| 20-8-2008                                                              | Nizza                                                                  | Italia                                                                 | 2 – 2                                                                  | Austria                                                                | Amichevole                                                             | -                                                                      | 86’                                                                    |
| 11-8-2010                                                              | Klagenfurt am Wörthersee                                               | Austria                                                                | 0 – 1                                                                  | Svizzera                                                               | Amichevole                                                             | -                                                                      | 79’                                                                    |
| 7-9-2010                                                               | Siezenheim                                                             | Austria                                                                | 2 – 0                                                                  | Kazakistan                                                             | Qual. Euro 2012                                                        | 1                                                                      |                                                                        |
| 8-10-2010                                                              | Vienna                                                                 | Austria                                                                | 3 – 0                                                                  | Azerbaigian                                                            | Qual. Euro 2012                                                        | -                                                                      | 59’                                                                    |
| 17-11-2010                                                             | Vienna                                                                 | Austria                                                                | 1 – 2                                                                  | Grecia                                                                 | Amichevole                                                             | -                                                                      | 69’                                                                    |
| Totale                                                                 |                                                                        | Presenze                                                               | 39                                                                     |                                                                        | Reti                                                                   | 8                                                                      |                                                                        |

## Palmarès

### Club
- Campionato austriaco: 2

Austria Vienna: 2002-2003, 2005-2006
- Coppa d'Austria: 2

Austria Vienna: 2002-2003, 2005-2006

### Individuale
- Capocannoniere della Bundesliga austriaca: 2

2005-2006 (15 gol, a pari merito con Sanel Kuljić), 2010-2011 (21 gol)